# Alec Deneumostier
Alec Hugo Deneumostier Ortmann (Lima, 5 de mayo de 1999) es un futbolista peruano. Juega como defensa central y su equipo actual es Foot Ball Club Melgar de la Liga 1 del Perú.

## Trayectoria
Deneumostier es producto de las divisiones menores del Esther Grande de Bentín, con el cual jugó la Copa Federación, obteniendo el título de la categoría 99 en 2015, además de ser nominado a mejor jugador en la Noche de Estrellas de ese mismo año por una gran actuación con su colegio, Santa María, en los playoffs Escolares.
Aunque tenía todo listo para ser parte del equipo de reservas de Sporting Cristal, el 13 de enero de 2018 decidió fichar por Melgar, puesto que se le iba a dar la chance de integrar directamente el equipo profesional.
El 30 de mayo de 2018, hizo su debut profesional con Melgar en la victoria de visita por 2-0 sobre Sport Huancayo, jugando desde el arranque por la tercera fecha del Torneo Apertura 2018. En la que sería su primera temporada como profesional, disputó un total de 8 encuentros, 5 de ellos como titular.
Para el 2024 ficha a préstamo por la Universidad César Vallejo para afrontar la Liga 1 2024. El club acabó en el puesto 17 de la tabla de la Liga 1 2024 al final de la temporada, por lo que terminó descendiendo a la Liga 2.

## Selección nacional
Alec Deneumostier fue parte de la selección de fútbol de Perú categoría sub-20, con la cual participó en el Campeonato Sudamericano de Fútbol Sub-20 de 2019. También ha sido parte de la selección sub-18, con la cual participó en la Copa Mitad del Mundo de 2017, torneo amistoso.
En noviembre de 2018 fue capitán del equipo que ganó el cuadrangular internacional amistoso sub-20 disputado en Lara y el 12 de enero de 2019, fue incluido en la nómina de 23 jugadores para el Sudamericano sub-20 de 2019. Eventualmente, no disputó ningún encuentro durante el torno y Perú no avanzó a la siguiente etapa.
En mayo de 2019, fue convocado a la selección sub-23 de Perú por Nolberto Solano para el tercer y cuarto microciclo con miras a los Juegos Panamericanos de 2019, sin embargo no llegó a entrar en la lista final.

### Participación en Campeonatos Sudamericanos
| Torneo                      | Sede  | Resultado      | Partidos | Goles |
| --------------------------- | ----- | -------------- | -------- | ----- |
| Sudamericano Sub-20 de 2019 | Chile | Fase de grupos | 0        | 0     |

## Estadísticas

### Clubes
Actualizado el 10 de mayo de 2025.
| FBC Melgar · Perú | 1.ª           | 2018          | 8   | 0 | — | — | 0  | 0 | 8   | 0 |
| FBC Melgar · Perú | 1.ª           | 2019          | 5   | 0 | 1 | 0 | 0  | 0 | 6   | 0 |
| FBC Melgar · Perú | 1.ª           | 2020          | 17  | 0 | — | — | 2  | 0 | 19  | 0 |
| FBC Melgar · Perú | 1.ª           | 2021          | 14  | 0 | — | — | 2  | 0 | 16  | 0 |
| FBC Melgar · Perú | 1.ª           | 2022          | 33  | 0 | — | — | 14 | 0 | 47  | 0 |
| FBC Melgar · Perú | 1.ª           | 2023          | 16  | 2 | — | — | 6  | 0 | 22  | 2 |
| FBC Melgar · Perú | 1.ª           | 2025          | 5   | 0 | — | — | 1  | 0 | 6   | 0 |
| FBC Melgar · Perú | Total club    | Total club    | 98  | 2 | 1 | 0 | 25 | 0 | 124 | 2 |
| Univ. César Vallejo (préstamo) · Perú | 1.ª           | 2024          | 24  | 0 | 0 | 0 | 7  | 1 | 31  | 1 |
| Univ. César Vallejo (préstamo) · Perú | Total club    | Total club    | 24  | 0 | 0 | 0 | 7  | 1 | 31  | 1 |
| Univ. César Vallejo (préstamo) · Perú | Total carrera | Total carrera | 122 | 2 | 1 | 0 | 32 | 1 | 155 | 3 |
| (1)Incluye datos de la Copa Bicentenario (2019). (2)Incluye datos de la Copa Sudamericana (2020, 2021, 2022) y la Copa Libertadores (2023). |               |               |     |   |   |   |    |   |     |   |

### Selecciones
| Selección                                                                  | Temporada     | Amistosos(1) | Amistosos(1) | Sudamérica | Sudamérica | Mundial | Mundial | Total | Total | Media goleadora |
| Selección                                                                  | Temporada     | Part.        | Goles        | Part.      | Goles      | Part.   | Goles   | Part. | Goles | Media goleadora |
| -------------------------------------------------------------------------- | ------------- | ------------ | ------------ | ---------- | ---------- | ------- | ------- | ----- | ----- | --------------- |
| Sub-18 · Perú                                                              | 2017          | 3            | 0            | —          | —          | —       | —       | 3     | 0     | 0.00            |
| Sub-18 · Perú                                                              | Total         | 3            | 0            | 0          | 0          | 0       | 0       | 3     | 0     | 0.00            |
| Sub-20 · Perú                                                              | 2018          | 1            | 1            | —          | —          | —       | —       | 1     | 1     | 1               |
| Sub-20 · Perú                                                              | Total         | 1            | 1            | 0          | 0          | 0       | 0       | 1     | 1     | 1               |
| Total carrera                                                              | Total carrera | 4            | 1            | 0          | 0          | 0       | 0       | 4     | 1     | 0.25            |
| (1) Incluye los partidos del Cuadrangular Internacional Sub-20 - Lara 2018 |               |              |              |            |            |         |         |       |       |                 |

## Palmarés

### Campeonatos nacionales
| Título          | Club       | País | Año  |
| --------------- | ---------- | ---- | ---- |
| Torneo Clausura | FBC Melgar | Perú | 2018 |
| Torneo Apertura | FBC Melgar | Perú | 2022 |

### Distinciones individuales
| Distinción                                    | Año  |
| --------------------------------------------- | ---- |
| Jugador con más pases de la Copa Sudamericana | 2022 |

- Nominado a mejor jugador de los Play-Off Escolares (Medianos): 2015